# Médaille de l'innovation du CNRS
Pour un article plus général, voir Médailles du CNRS.
 (mai 2022).
La Médaille de l'innovation du CNRS  est une distinction scientifique française décernée par le Centre national de la recherche scientifique (CNRS) depuis 2011. Elle honore « une recherche exceptionnelle sur le plan technologique, thérapeutique, économique ou sociétal ». Le CNRS décerne également chaque année une médaille d'or, plusieurs médailles d'argent, médailles de bronze et des médailles de cristal.

## Liste des lauréats
2024
- Cyril Aymonier, Institut de chimie de la matière condensée de Bordeaux, Université de Bordeaux
- Lydéric Bocquet, Laboratoire de physique de l’École normale supérieure
- Eleni Diamanti, Laboratoire d’Informatique de Sorbonne Université

2023
- Patricia Rousselle, Laboratoire de biologie tissulaire et d’ingénierie thérapeutique (CNRS/Université Claude Bernard Lyon 1)
- Marc Antonini, Laboratoire d’Informatique, Signaux et Systèmes de Sophia Antipolis, Université Côte-d'Azur
- Jacques Gierak, Centre de nanosciences et de nanotechnologie, Université Paris-Saclay
- Claire Hellio, Laboratoire des sciences de l’environnement marin, Université de Bretagne-Occidentale

2022
- Jacques Marteau, Institut de physique des deux infinis de Lyon (CNRS/Université Claude Bernard Lyon 1).
- Pierre Nassoy, Laboratoire Photonique, Numérique, Nanosciences (LP2N)
- Denis Spitzer, Nanomatériaux pour les Systèmes Sous Sollicitations Extrêmes (NS3E)
- Céline Vallot, Laboratoire Dynamique de l'information génétique : bases fondamentales et cancer (DIG-CANCER)

2021
- François Jérôme,  directeur de recherche CNRS à l’Institut de chimie des milieux et matériaux de Poitiers 1
- Nora Dempsey, directrice de recherche CNRS à l’Institut Néel du CNRS
- Amanda Silva Brun, , chargée de recherche au CNRS au laboratoire Matière et systèmes complexes
- Antoine Aiello, directeur de la plateforme Stella Mare

2020,
- Sophie Brouard, directrice de recherche du CNRS au Centre de recherche en transplantation et immunologie (CRTI) (Université de Nantes/Inserm/ITUN/CHU de Nantes).
- Daniel Hissel, professeur à l’université de Franche-Comté et chercheur à l’Institut Franche-Comté électronique mécanique thermique et optique - sciences et technologies (FEMTO-ST) (CNRS/Université de Franche-Comté/Université de Technologie Belfort-Montbéliard/ ENSMM).
- Arnaud Landragin, directeur de recherche du CNRS et directeur du laboratoire Systèmes de référence temps-espace (Syrte) (CNRS/Sorbonne Université/Observatoire de Paris-PSL).
- Franck Molina, directeur de recherche du CNRS et directeur du laboratoire Modélisation et ingénierie des systèmes complexes biologiques pour le diagnostic Sys2Diag (CNRS/ALCEN).

2019
- Ane Aanesland[8] est chercheuse au Laboratoire de physique des plasmas (CNRS/Ecole polytechnique/Observatoire de Paris/Université Paris-Sud/Sorbonne Université), Ane Aanesland et  présidente-directrice générale de ThrustMe, une start-up spécialisée dans la propulsion des satellites miniaturisés qu’elle a fondée en 2017, avec son collègue Dmytro Rafalskyi. Ensemble, ils ont développé deux innovations majeures pour réduire la taille des propulseurs utilisés par les satellites pour se maintenir aux bonnes orbites[9].
- Vance Bergeron, physicien CNRS au Laboratoire de physique de l’ENS de Lyon (CNRS/ENS de Lyon/Université Claude Bernard Lyon 1), devenu tétraplégique et privé de l’usage de ses mains à la suite d'un accident, il développe des solutions pour améliorer la qualité de vie des paralysés grâce à une activité physique quotidienne. Il participe à la création de la société Airinspace, dont il devient le conseiller scientifique, qui équipe des services d’oncologie, d’hématologie et de traitement des brûlés. Vance Bergeron est notamment soutenu dans ses recherches par le CNRS, l'ENS de Lyon, les Hospices civils de Lyon et l’association Advanced Neurorehabilitation Therapies and Sport (ANTS) qu’il a co-fondé[9].
- Orphée Cugat est chercheur au Laboratoire de génie électrique de Grenoble (CNRS/Grenoble INP/Université Grenoble Alpes), où il explore le magnétisme dans les milli- et microsystèmes avec ses collègues Jérôme Delamare. À Grenoble, son groupe amorce le développement de moteurs et générateurs sub-miniatures, puis développe des dispositifs originaux en lévitation et désormais des applications destinées aux technologies médicales. Ces travaux ont entre autres abouti aux start-up Enerbee, et MagIA ; cette dernière offre un instrument qui détecte et quantifie simultanément les hépatites B et C ou encore le VIH en quinze minutes[9].
- Livio de Luca est directeur du laboratoire Modèles et simulations pour l’architecture et le patrimoine (CNRS/Ministère de la Culture). il a introduit des méthodes de représentation numérique d’édifices historiques, tels que le Petit Trianon ou le château Comtal à Carcassonne, puis  du pont d’Avignon, dans ses états de 1350, 1675 et d’aujourd’hui. Il a accompagné l’émergence de la start-up Mercurio, spécialisée dans les solutions modulaires pour la numérisation 3D des collections des musées. Ses travaux sont transposés en 2018 dans la plateforme Aïoli qui fait communiquer tous les acteurs du patrimoine culturel[9].

2018
- Valérie Castellani, chercheuse CNRS en biologie du développement à l'Institut NeuroMyoGène (CNRS/Inserm/Université Claude Bernard Lyon 1), elle étudie les mécanismes cellulaires et moléculaires qui sous-tendent la génération des neurones dans l'embryon, leur migration et la mise en place de leurs connexions nerveuses ;
- Thierry Chartier est chercheur CNRS en matériaux et procédés céramiques à l'Institut de recherche sur les céramiques (CNRS/Université de Limoges). Pionnier du développement des procédés additifs pour l'élaboration de pièces céramiques, ses travaux ont notamment mené à la création de deux start-up : 3DCeram, qui exploite le procédé de stéréolithographie, et Ceradrop, qui développe de nouvelles techniques d'impression par jet d'encre pour l'électronique ;
- Daniel Le Berre est enseignant-chercheur de l'université d'Artois, au Centre de recherche en informatique de Lens. Il s'intéresse en particulier à la conception et à l'évaluation d'algorithmes pour l'inférence et la prise de décision dans le domaine de l'intelligence artificielle. Il est le père fondateur du logiciel libre Sat4j, un ensemble d'outils de raisonnement pour le langage Java.

2017
- Jean-Marie Tarascon, professeur au Collège de France, membre de l'Académie des sciences, directeur du laboratoire Chimie du solide et de l'énergie (CNRS/Collège de France/Université Pierre-et-Marie-Curie) ;
- Jamal Tazi, professeur spécialisé en génomique fonctionnelle, dirige une équipe de recherche au sein de l'Institut de génétique moléculaire de Montpellier (CNRS/Université de Montpellier) ;
- Raphaèle Herbin, directrice de l'Institut de mathématiques de Marseille (CNRS/École centrale de Marseille/Université d'Aix-Marseille) ;
- Jean-Pierre Nozières, cofondateur, avec Bernard Dieny (CEA), du laboratoire Spintronique et technologie des composants (CNRS/CEA/Université Grenoble-Alpes).

2016
- Marin Dacos, responsable du Centre pour l'édition électronique ouverte (CNRS/Université d'Aix-Marseille/EHESS/Université d'Avignon et des pays de Vaucluse) ;
- Thierry Heidmann, directeur de l'unité Physiologie et pathologie moléculaires des rétrovirus endogènes et infectieux (CNRS/Université Paris-Sud) ;
- Cathie Vix-Guterl, directrice de l'Institut de science des matériaux de Mulhouse (CNRS/Université de Haute-Alsace) et de l'Institut Carnot Mica ;
- Ali Zolghadri, automaticien, membre du laboratoire de l'Intégration du matériau au système (CNRS/Université de Bordeaux/Bordeaux INP Aquitaine).

2015
- Jérôme Chevalier, spécialiste des matériaux (CNRS, Insa de Lyon, UCBL) ;
- Patrick Maestro, spécialiste des matériaux (Académie des technologies) ;
- Jean-Michel Morel, mathématicien (CNRS, ENS Cachan, Université Paris-Saclay) ;
- Sylviane Muller, biologiste (CNRS).

2014
- Barbara Demeneix, biologiste (Muséum national d'histoire naturelle) ;
- Claude Grison, chimiste (Université de Montpellier) ;
- Valentina Lazarova, ingénieure (Suez Environnement) ;
- Didier Roux, physico-chimiste (Saint-Gobain).

2013

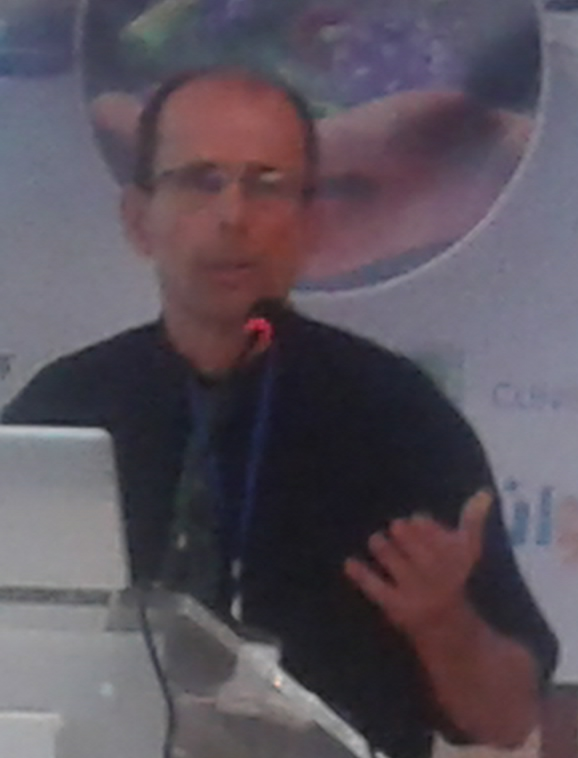
Cinquin, 2017

- Philippe Cinquin, chercheur en informatique médicale (Université de Grenoble, CNRS) ;
- Ludwik Leibler, physico-chimiste (ESPCI ParisTech, CNRS) ;
- Stéphane Mallat, mathématicien (ENS Paris).

2012
- Alain Benoit, physicien (Institut Néel, CNRS) ;
- Patrick Couvreur, biopharmacien (Université Paris-Sud) ;
- José-Alain Sahel, clinicien-chercheur (Université Pierre-et-Marie-Curie).

2011
- Esther Duflo, économiste (Massachusetts Institute of Technology) ;
- Mathias Fink, physicien (ESPCI ParisTech) ;
- François Pierrot, chercheur en robotique (CNRS, Université de Montpellier).